# Isomorfismo musical
Em matemática, o  isomorfismo musical (ou isomorfismo canônico) é um isomorfismo entre o fibrado tangente TM e o fibrado cotangente T∗M e uma variedade de Riemann dada por sua métrica. Existem isomorfismos similares em variedades simpléticas. O termo musical refere-se ao uso dos símbolos {\displaystyle \flat } e {\displaystyle \sharp }.

## Introdução
Uma métrica g em uma variedade Riemanniana M é um campo tensorial {\displaystyle g\in {\mathcal {T}}_{2}(M)} que é simétrico, não degenerado e positivo-definido. Ao fixar-se um dos dois parâmetros como um vetor {\displaystyle v_{p}\in T_{p}M}, se obtém um isomorfismo de espaços vectoriais:
{\displaystyle {\hat {g}}_{p}:T_{p}M\longrightarrow T_{p}^{*}M}
definido por:
{\displaystyle {\hat {g}}_{p}(v_{p})=g(v_{p},-)}
ou seja,
{\displaystyle \langle {\hat {g}}_{p}(v_{p}),\omega _{p}\rangle =g_{p}(v_{p},\omega _{p})}
Globalmente,
{\displaystyle {\hat {g}}:TM\longrightarrow T^{*}M}
é um difeomorfismo.

## Detalhes da motivação para o nome
O isomorfismo {\displaystyle {\hat {g}}} e seu inverso {\displaystyle {\hat {g}}^{-1}} se denominam isomorfismos musicais porque sobem a baixam os índices dos vetores. Por exemplo, um vetor de TM é escrito como {\displaystyle \alpha ^{i}{\frac {\partial }{\partial x^{i}}}} e um covetor como {\displaystyle \alpha _{i}dx^{i}}, assim que o índice i sobe e baixa em {\displaystyle \alpha } do mesmo modo que os símbolos sustenido ({\displaystyle \sharp }) e bemol ({\displaystyle \flat }) sobem e baixam um semitom.

## Gradiente
Os isomorfismos musicais podem ser usados para definir o gradiente de uma função diferenciável sobre uma variedade riemanniana M como:
{\displaystyle \nabla f=\mathrm {grad} \;f={\hat {g}}^{-1}\circ df=(df)^{\sharp }}